# Narcisse et Psyché (film)
Pour plus de détails, voir Fiche technique et Distribution.
Narcisse et Psyché (Nárcisz és Psyché en hongrois) est un film dramatique hongrois de 1980 réalisé par Gábor Bódy. Il a été adapté pour l’écran par le scénariste Vilmos Csaplar à partir du roman Psyché de Sándor Weöres,. 

## Fiche technique
- Titre original : Nárcisz és Psyché
- Titre français : Narcisse et Psyché
- Réalisation : Gábor Bódy
- Scénario : Gábor Bódy et Vilmos Csaplar, d'après le roman Psyché de Sándor Weöres.
- Production : Hunnia Filmgyár
- Pays d'origine :  Hongrie
- Langue originale : hongrois
- Format : couleur - 35 mm - 1,66:1
- Genre : drame
- Durée : 217 minutes

## Distribution
- Patricia Adriani
- Udo Kier
- György Cserhalmi
- János Derzsi
- Miklós Erdély
- János Pilinszky